# U-760
Unterseeboot 760 foi um submarino alemão do Tipo VIIC, pertencente a Kriegsmarine que atuou durante a Segunda Guerra Mundial.

## Comandantes
| Comandante              | Data                                          |
| ----------------------- | --------------------------------------------- |
| Kptlt. Otto-Ulrich Blum | 15 de outubro de 1942 - 8 de setembro de 1943 |

## Subordinação
Durante o seu tempo de serviço, esteve subordinado às seguintes flotilhas:
| Período                                     | Flotilha                                  |
| ------------------------------------------- | ----------------------------------------- |
| 15 de outubro de 1942 - 30 de abril de 1943 | 8. Unterseebootsflottille (treinamento)   |
| 1 de maio de 1943 - 8 de setembro de 1943   | 3. Unterseebootsflottille (serviço ativo) |

## Operações conjuntas de ataque
O U-760 participou das seguinte operações de ataque combinado durante a sua carreira:
- Rudeltaktik Iller (12 de maio de 1943 - 15 de maio de 1943)
- Rudeltaktik Donau 1 (15 de maio de 1943 - 26 de maio de 1943)